# Ischnura fluviatilis
Ischnura fluviatilis – gatunek ważki z rodziny łątkowatych (Coenagrionidae). Występuje na terenie Ameryki Południowej.